# Grand-Prix-Saison 1912

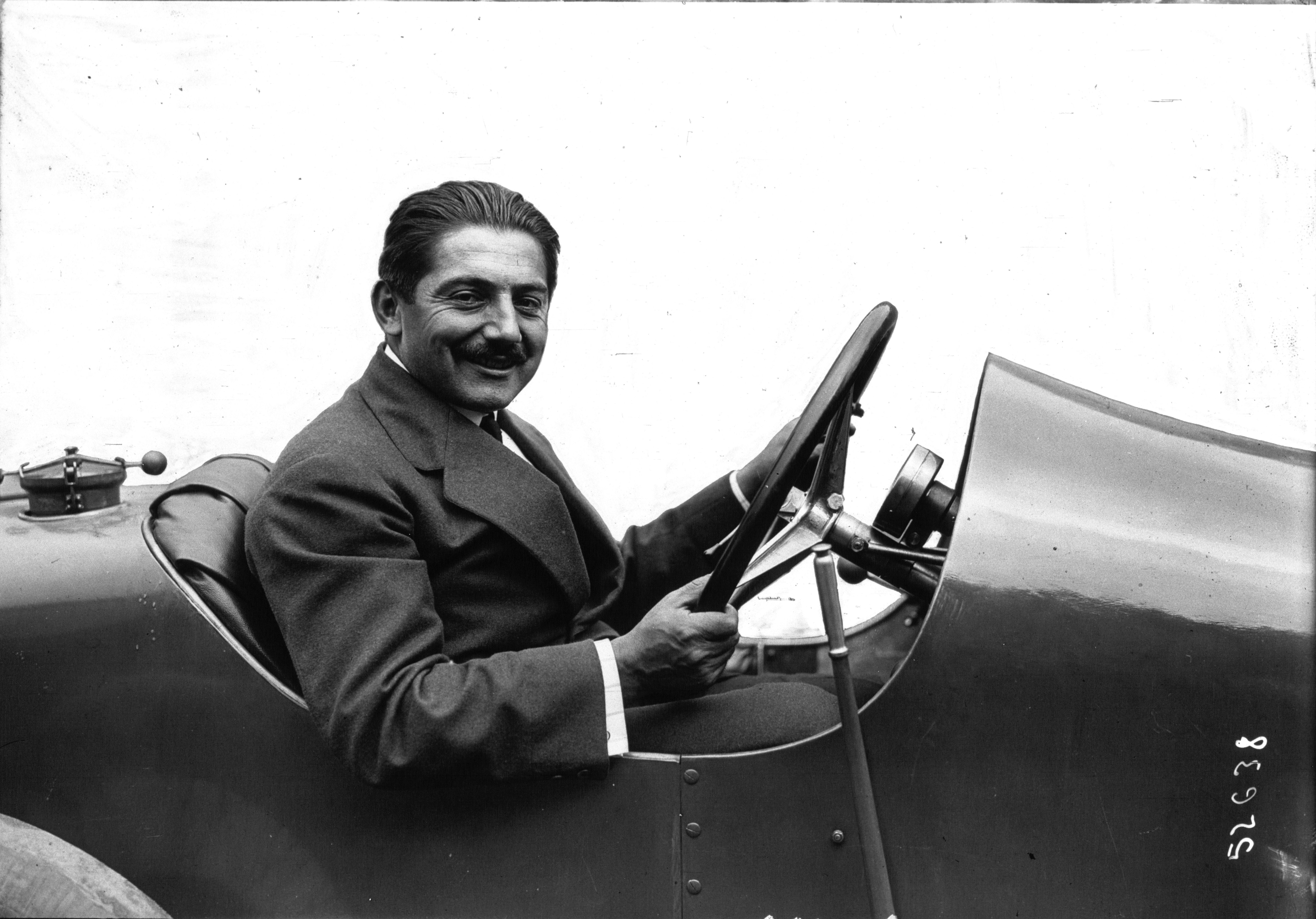
Sieger beim Großen Preis des ACF: Georges Boillot.

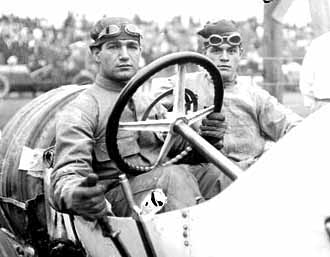
Zwei wichtige Siege 1912: Ralph DePalma.

Nach dreijähriger Pause wurde 1912 erstmals wieder ein Grand Prix de l’ACF veranstaltet. Daneben fanden sechs weitere bedeutende Rennen statt, fünf davon in den USA.

## Rennkalender

### Grandes Épreuves
|   | Datum      | Rennen               | Strecke           | Sieger                    | Statistik |
| - | ---------- | -------------------- | ----------------- | ------------------------- | --------- |
| 1 | 25.–26.06. | Großer Preis des ACF | Circuit de Dieppe | Georges Boillot (Peugeot) | Statistik |

### Weitere Rennen
| Datum  | Rennen                             | Strecke                       | Sieger                   | Statistik |
| ------ | ---------------------------------- | ----------------------------- | ------------------------ | --------- |
| 04.05. | Dick Ferris Trophy                 | Santa Monica Road Race Course | Teddy Tetzlaff (Fiat)    |           |
| 30.05. | International 500 Mile Sweepstakes | Indianapolis Motor Speedway   | Joe Dawson (National)    | Statistik |
| 31.08. | Elgin National Trophy              | Elgin Road Race Course        | Ralph DePalma (Mercedes) |           |
| 29.09. | Coupe de la Sarthe                 | Circuit de la Sarthe          | Jules Goux (Peugeot)     |           |
| 02.10. | Vanderbilt Cup                     | Wauwatosa Road Race Course    | Ralph DePalma (Mercedes) | Statistik |
| 05.10. | Großer Preis von Amerika           | Wauwatosa Road Race Course    | Caleb Bragg (Fiat)       | Statistik |